# Paskalewo
Paskalewo (bułg. Паскалево) – wieś w Bułgarii, w obwodzie Dobricz, w gminie Dobriczka. Według danych szacunkowych Ujednoliconego Systemu Ewidencji Ludności oraz Usług Administracyjnych dla Ludności, 15 czerwca 2022 roku miejscowość liczyła 666 mieszkańców.

## Historia
Po wyzwoleniu Bułgarii ludność turecka zamieszkująca wioskę znacznie się zmniejszyła, a pod koniec XIX wieku ludność tej miejscowości była prawie w całości pochodzenia bułgarskiego.

## Osoby związane z miejscowością

### Urodzeni
- Paweł Atanasow (1867–1960) – bułgarski duchowny, śpiewak, autor tekstów i kolekcjoner pieśni ludowych